# Tin Machine II
Albums de Tin Machine
Tin Machine
(1989) Tin Machine Live: Oy Vey, Baby
(1992)
Singles
1. You Belong in Rock 'n' Roll
Sortie : août 1991
2. Baby Universal
Sortie : octobre 1991
3. One Shot
Sortie : octobre 1991

Tin Machine II est le deuxième et dernier album studio du groupe de rock Tin Machine. Il est sorti en 1991 chez Victory Music, un label mis sur pied par le fabricant électronique JVC et distribué par London Records.

## Histoire
La majeure partie de l'album est enregistrée à Sydney entre septembre et novembre 1989. Sa conception est interrompue par la tournée mondiale Sound + Vision Tour, qui occupe Bowie pendant la majeure partie de l'année 1990.

## Fiche technique

### Chansons
Toutes les chansons sont écrites et composées par David Bowie et Reeves Gabrels, sauf mention contraire.
| No  | Titre                       | Auteur                                              | Durée |
| --- | --------------------------- | --------------------------------------------------- | ----- |
| 1.  | Baby Universal              |                                                     | 3:18  |
| 2.  | One Shot                    |                                                     | 5:11  |
| 3.  | You Belong in Rock 'n' Roll |                                                     | 4:07  |
| 4.  | If There Is Something       | Bryan Ferry                                         | 4:45  |
| 5.  | Amlapura                    |                                                     | 3:46  |
| 6.  | Betty Wrong                 |                                                     | 3:48  |
| 7.  | You Can't Talk              | David Bowie, Reeves Gabrels, Hunt Sales, Tony Sales | 3:09  |
| 8.  | Stateside                   | David Bowie, Hunt Sales                             | 5:38  |
| 9.  | Shopping for Girls          |                                                     | 3:44  |
| 10. | A Big Hurt                  | David Bowie                                         | 3:40  |
| 11. | Sorry                       | Hunt Sales                                          | 3:29  |
| 12. | Goodbye Mr. Ed              | David Bowie, Hunt Sales, Tony Sales                 | 3:24  |
| 13. | Hammerhead (morceau caché)  | David Bowie, Hunt Sales                             | 0:57  |

### Interprètes
- David Bowie : chant, guitare rythmique, piano, saxophone, chœurs
- Reeves Gabrels : guitare, orgue, chœurs
- Tony Sales : basse, chœurs
- Hunt Sales : batterie, percussions, chœurs, chant sur Stateside et Sorry
- Kevin Armstrong : guitare rythmique sur If There Is Something, piano sur Shopping for Girls
- Tim Palmer : piano, percussions

### Équipe de production
- Tin Machine : production, mixage
- Tim Palmer : production, mixage
- Guy Gray, Simon Vinestock, Justin Shirley-Smith, Eric Schilling, Ruggie Simkins, Chuck Ferry : ingénieurs du son
- Reiner Design Consultants : design
- Edward Bell : illustration de la pochette
- Sally Hershberger : photographie